# 上托倫特山
46°20′36.9″N 9°4′10.4″E / 46.343583°N 9.069556°E

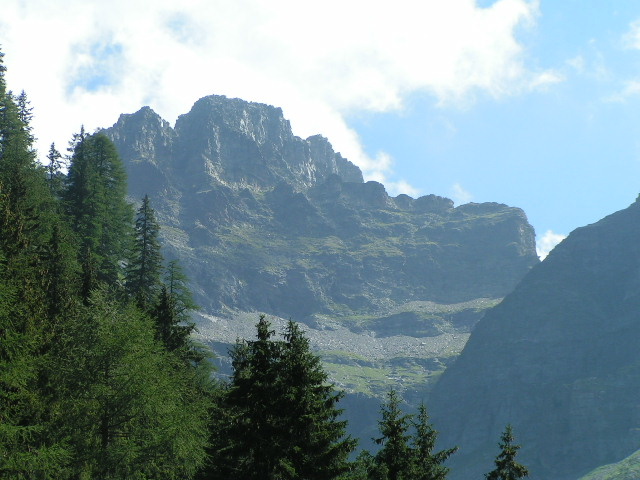

上托倫特山（Torrone Alto），是瑞士的山峰，位於該國南部，處於提契諾州和格勞賓登州接壤的邊界，屬於勒蓬廷山的一部分，該山峰海拔高度2,952米。